# Grand Prix Singapuru 2009
Grand Prix Singapuru 2009 (II SingTel Singapore Grand Prix), 14. závod 60. ročníku mistrovství světa jezdců Formule 1 a 51. ročníku poháru konstruktérů, historicky již 817. grand prix, se podruhé odehrála na okruhu Marina Bay Street Circuit.